# Romain-Octave Pelletier II
Romain-Octave Pelletier II   (Quebec, 26 d'agost de 1904 - Saint-Lambert, 11 de gener de 1968) va ser un crític musical quebequès, productor musical i violinista.

## Adolescència i carrera
Pelletier era membre d'una destacada família musical a Mont-real. Anomenat així pel seu avi, el músic Pelletier I, era fill del director, compositor i crític musical Frédéric Pelletier. Els seus oncles Romain Pelletier i Victor Pelletier també van ser músics d'èxit. Va tenir la seva primera formació musical dels homes de la seva família i va ser estudiant de violí d'Albert Chamberland.
Pelletier inicialment pretenia convertir-se en advocat i, per tant, va continuar estudis de dret a la Universitat de Mont-real, on va obtenir una llicenciatura en arts el 1924 i una llicenciatura en lleis el 1927. Mentre era estudiant, va començar a treballar com a crític musical el 1922 per a publicacions com "Le Devoir" i "La Revue moderne". Des de 1928-1933 va treballar com a notari a Mont-real.
El 1933 Pelletier va començar a treballar a la "Canadian Radio Broadcasting Commission" com a amfitrió i comentarista de les emissions nacionals canadences de la Metropolitan Opera i la New York Philharmonic. El 1939 es va incorporar al personal de la "Canadian Broadcasting Corporation" de Mont-real com a productor de ràdio, on també va exercir com a assistent de bibliotecari de discos entre 1941-1944. Va continuar treballant com a productor de la cadena CBC fins al 1964, on va ser responsable de molts programes, inclosos "Festivals du Mercredi" i "The Little Symphonies".